# Außervillgraten
Außervillgraten – gmina w Austrii, w kraju związkowym Tyrol, w powiecie Lienz. Według Austriackiego Urzędu Statystycznego liczyła 760 mieszkańców (1 stycznia 2015).